# Symfonie nr. 8 (Simpson)
Robert Simpson componeerde zijn Symfonie nr. 8 in 1981.
De Royal Philharmonic Society had een opdracht gegeven aan de componist een symfonie te schrijven. De première werd gegeven op 10 november 1982 door het Koninklijk Deens Orkest onder leiding van Jerzy Semkow. Simpson's uitgangspunt bij deze symfonie was dat in de jaren 80 van de 20e eeuw componisten niet meer de moed en vindingrijkheid hadden een symfonie uit puur plezier te componeren. Simpson heeft aan zijn vriend de schilder Anthony Dorrell gevraagd hoe deze symfonie er uit moest zien. Dorrell kwam met toch weer de traditionele vierdeling, maar wilde dat er een duidelijke scheiding werd aangebracht tussen deel (2) en (3). Die scheiding is te horen; er is meer dan een halve minuut geen muziek te horen.
Simpson stond zijn hele leven onder invloed van componisten als Anton Bruckner, Carl Nielsen en Ludwig van Beethoven. Deze invloeden zijn ook hoorbaar in deze symfonie. Veel werk voor de blazers (met name koper) in het orkest. Het geeft de symfonie een lichtvoetig karakter zoals bij Nielsen. De passages met de koperblazers doen weliswaar aan Bruckner denken, maar ze zijn minder zwaarwichtig. Doordat zoveel stijlen door elkaar worden gebruikt klinkt de symfonie verbrokkeld, waardoor de symfonie geen grootse indruk achterlaat, terwijl de totale compositie en met name de finale dat wel verdienen. Zijn 9e symfonie is wat dat betreft beter in balans.  

## Delen
1. Poco animato;
2. Scherzo: Minaccioso;
3. Adagio;
4. Finale: Presto.

De compositie duurt ongeveer 44 minuten.   

## Bron
- Uitgave Hyperion Records.